# Kasper Lunding
Kasper Lunding Jakobsen (17 juli 1999) is een Deens voetballer die als middenvelder voor Heracles Almelo speelt.

## Carrière
Kasper Lunding speelde in de jeugd van Vejlby-Risskov Idrætsklub en Aarhus GF. In het seizoen 2016/17 zat hij voor het eerst bij de selectie van het eerste elftal van Aarhus, maar debuteerde pas het seizoen erna. Dit debuut vond plaats op 29 augustus 2017, in de met 1-4 gewonnen bekerwedstrijd tegen VSK Aarhus. Hij kwam in de 83e minuut in het veld voor Mustapha Bundu. In het seizoen erna, 2018/19, maakte hij zijn competitiedebuut en kwam hij tot tien wedstrijden in de Superligaen waarin hij tweemaal scoorde. In het seizoen 2019/20 kwam hij nauwelijks in actie, en werd hij van juni tot oktober 2020 aan het Noorse Odds BK verhuurd. Hier werd hij wel een vaste waarde. In oktober 2020 vertrok hij naar Heracles Almelo, waar hij een contract tot medio 2023 tekende. Hij debuteerde voor Heracles op 17 oktober 2020, in de met 0-1 verloren thuiswedstrijd tegen RKC Waalwijk.

### Statistieken
| Seizoen                       | Club            | Land           | Competitie     | Competitie | Competitie | Beker | Beker | Totaal | Totaal |
| Seizoen                       | Club            | Land           | Competitie     | Wed.       | Dlp.       | Wed.  | Dlp.  | Wed.   | Dlp.   |
| ----------------------------- | --------------- | -------------- | -------------- | ---------- | ---------- | ----- | ----- | ------ | ------ |
| 2016/17                       | Aarhus GF       | Denemarken     | Superligaen    | 0          | 0          | 0     | 0     | 0      | 0      |
| 2017/18                       | Aarhus GF       | Denemarken     | Superligaen    | 0          | 0          | 2     | 0     | 2      | 0      |
| 2018/19                       | Aarhus GF       | Denemarken     | Superligaen    | 10         | 2          | 1     | 0     | 11     | 2      |
| 2019/20                       | Aarhus GF       | Denemarken     | Superligaen    | 3          | 0          | 1     | 0     | 4      | 0      |
| 2020                          | → Odds BK       | Noorwegen      | Eliteserien    | 15         | 4          | 0     | 0     | 15     | 4      |
| 2020                          | → Odds BK II    | Noorwegen      | 2. Divisjon    | 1          | 0          | –     | –     | 1      | 0      |
| 2020/21                       | Heracles Almelo | Nederland      | Eredivisie     | 2          | 0          | 1     | 0     | 3      | 0      |
| Carrièretotaal                | Carrièretotaal  | Carrièretotaal | Carrièretotaal | 31         | 6          | 5     | 0     | 36     | 6      |
| Bijgewerkt op 4 november 2020 |                 |                |                |            |            |       |       |        |        |